# Fiordimonte
Fiordimonte település Olaszországban, Marche régióban, Macerata megyében. Lakosainak száma 201 fő (2017. január 1.). Fiordimonte Acquacanina, Fiastra, Pievebovigliana, Pieve Torina és Visso községekkel határos.

## Népesség
A település lakossága az elmúlt években az alábbi módon változott:

| 2017 | 201 |